# اردت
اُردت (دانمارکی: Ordet به معنی «کلمه») فیلمی دانمارکی به کارگردانی کارل تئودور درایر محصول ۱۹۵۵ است. این فیلم بر اساس نمایشنامه‌ای از کای مونک کشیش لوتری دانمارکی ساخته شده‌است که نخستین بار در سال ۱۹۳۲ اجرا شد. اُردت توانست شیر طلایی شانزدهمین جشنواره فیلم ونیز را از آنِ خود کند.

## خلاصه فیلم:
داستان آگوست سال 1925 در یک مزرعه دانمارکی اتفاق می افتد."بورگن" سه پسر دارد،"میکل" پسری خوش قلب که همسرش "اینگر" باردار است،"یوهانس" که باور دارد مسیح است و "آندرس" جوان که عاشق دختر خیاط است.
مورتن بورگن، انسان خشنودی‌ست. سخن منطقی و اخلاقی، منعطف‌اش می‌کند و حالا که فهمیده پسر سوم‌اش عاشق دختر خیاط خشک‌اندیش روستا شده، برخلاف خواست درونی‌اش می‌‌خواهد این دو جوان به هم برسند؛ دو جوان یعنی پسر مردی سهل‌بگیر و عاشق زندگی و دختر پیتر، مردی که در خانه‌اش هر روز مراسم دعا و روضه و توبه و عزاداری و طلب آمرزش به راه است.
برای این خیاط متعصب، ایمان یعنی غمگساری، روی‌گردانی از زندگی، ترس از دَمی شادمانی و زندگی برای مردن و جهان پس از مرگ؛ دین‌داری معیشت‌اندیش در فکر بهشت و نعمت‌های وعده داده شده  درصورتی‌که بیشتر عبادت کند و دریغ داشته باشد از هر چیزی که رنگ و بویی از زندگی دارد.
اینجا بحث بر سر ایمان است بین این دو و آنچه دین‌خویان ریاکار از ایمان و اعتقاد درونی آدم‌ها می‌خواهند. 
عقاید بنیادگرای پدر دختر از نظر "بورگن" کفر محسوب می شود،او با ازدواج مخالفت می کند تا زمانیکه پدر دختر عقایدش را ترک کند.

## واکنش‌ها
پس از مصائب ژاندارک، اردت نخستین فیلمی از درایر بود که توانست به سرعت مورد تحسین منتقدان قرار بگیرد و به‌طور ویژه‌ای در کشور خودش دانمارک، در میان منتقدان و تماشاگران و همین‌طور منتقدان دیگر کشورها محبوب بود.